# Paul Scully-Power
Paul Desmond Scully-Power (Sydney, 28 maggio 1944) è un ex astronauta e oceanografo statunitense originario dell'Australia.
Nel 1984 ha partecipato alla missione STS-41-G dello Space Shuttle. È stato il primo astronauta nato in Australia ad andare nello spazio.

## Onorificenze
Nel 1999 ha ricevuto la Medaglia d'oro Oswald Watt.